# Chicago P.D. (seizoen 7)
Dit artikel vat het zevende seizoen van Chicago P.D. samen. Dit seizoen liep van 25 september 2019 tot en met 2020 

## Rolverdeling

### Hoofdrollen
- Jason Beghe - brigadier Henry "Hank" Voight
- Amy Morton - brigadier Trudy Platt
- Jesse Lee Soffer - rechercheur Jay Halstead
- Tracy Spiridakos - rechercheur Hailey Upton
- Patrick Flueger - agent Adam Ruzek
- Marina Squerciati - agente Kim Burgess
- LaRoyce Hawkins - agent Kevin Atwater
- Lisseth Chavez - agente Vanessa Rojas

### Terugkerende rollen
- Paul Adelstein - deputy superintendent Jason Crawford
- Michael Beach - Darius Walker

### Cross-overrollen
- Taylor Kinney - bevelvoerder Kelly Severide
- David Eigenberg - bevelvoerder Christopher Hermann
- Jesse Spencer - kapitein Matt Casey
- Eamonn Walker - brandweercommandant Wallace Boden
- Joe Minoso - brandweerman Joe Cruz
- Christian Stolte - brandweerman Randy “Mouch” McHolland
- Miranda Rae Mayo - brandweervrouw Stella Kidd
- Alberto Rosende - brandweerman Blake Gallo
- Anthony Ferraris - brandweerman Tony
- Daniel Kyri - brandweerman Darren Ritter
- Kara Killmer - paramedicus Sylvie Brett
- Annie Ilonzeh - paramedicus Emily Foster
- Nick Gehlfuss - dr. Will Halstead
- Torrey DeVitto - dr. Natalie Manning
- Dominic Rains - dr. Crockett Marcel
- Jeremy Shouldis - dr. Marty Peterson
- Yaya DaCosta - verpleegster April Sexton
- S. Epatha Merkerson - hoofd eerste hulp Sharon Goodwin
- Eileen Galindo - Mama Garcia

## Afleveringen
| Nr. | Aflevering | Titel                | Regisseur          | Schrijver(s)           | Selectie gastrollen | Uitzenddatum      |  |
| --- | ---------- | -------------------- | ------------------ | ---------------------- | --- | ----------------- |  |
| 129 | 1          | Doubt                | Eriq La Salle      | Rick Eid Gavin Harris  | Adam Bitterman - Clay Terkla Benjamin Levy Aguilar - Franco Chavaro Anne Heche - deputy superintendent Katherine Brennan Montel Spurlock - Dwayne Monroe | 25 september 2019 |  |
| Na de moord op Kelton wordt Voight de eerste verdachte, helemaal wanneer blijkt dat hij vlak voor de moord in de straat is gezien. Het team zet hun onderzoek voort, en Voight eist van zijn team terug te trekken en wil zelf het onderzoek doen. Halstead ontdekt dan wie werkelijk de dader is, en beseft dan dat hij Voight verkeerd beoordeeld heeft. Ondertussen wordt Ruzek als burger vrijgelaten uit de gevangenis, en weet niet hoe hij nu met de nieuwe situatie om moet gaan. Voight onthult aan zijn team dat Dawson weer opgenomen is in een afkickkliniek. |            |                      |                    |                        | |                   |  |
| 130 | 2          | Assets               | Carl Seaton        | Rick Eid Gavin Harris  | Matthew Rauch - David Heller Wesley T. Jones - Andre Lambert Cage Sebastian Pierre - Peanut Gregory Fenner - undercover rechercheur                      | 2 oktober 2019    |  |
| Halstead en Atwater gaan samen undercover om zo een drugsbende te ontmantelen. De zaak neemt dan een onverwachte wending wanneer blijkt dat een andere politieafdeling ook undercoveragenten in de bende hebben zitten. Ondertussen is Voight druk bezig om een regeling te treffen met het openbaar ministerie om Ruzek uit de gevangenis te houden. |            |                      |                    |                        | |                   |  |
| 131 | 3          | Familia              | Eriq La Salle      | Timothy J. Sexton      | Cher Alvarez - Karla Moore Cisco Reyes - Jose Soto Lisa Vidal - Alexa Rivera Geneva Maccarone - Ruby Garcia                                              | 9 oktober 2019    |  |
| Het team gaat na een gewelddadige carjacking op onderzoek uit, en Voight ontdekt dan al snel dat de zaak drugs gerelateerd is. Het team maakt tijdens het onderzoek kennis met hun nieuwe college, Vanessa Rojas, en zij heeft moeite om zich aan te passen. Voight maakt bekend dat rechercheur Dawson Chicago heeft verlaten en verhuisd is naar zijn familie in Puerto Rico. |            |                      |                    |                        | |                   |  |
| 132 | 4          | Infection: Part III  | Eriq La Salle      | Gwen Sigan             | Rayven Symone Ferrell - Kendra Pat Whalen - Vince Stow Greg Finley - Trent Stow Matthew Isler - John Randall                                             | 16 oktober 2019   |  |
| Deze aflevering is een cross-over met Chicago Fire (seizoen 8, aflevering 4) en Chicago Med (seizoen 5, aflevering 4). Het team gaat de strijd aan met de klok wanneer steeds meer slachtoffers door de levensgevaarlijke bacterie vallen, en deze bacterie zorgt voor paniek in de hele stad. Ondertussen zijn Upton en dr. Manning genezen van deze bacterie, en proberen dan een jong tienermeisje te helpen dat bevriend met Upton is geraakt. Voight ontdekt dan dat het waarschijnlijke doel de jaarlijkse parade is, maar in de daaropvolgende chaos komt het werkelijke doel aan het licht. Dr. Halstead en het CDC team komt dan met het medicijn tegen de bacterie, en kan net op tijd aangeleverd worden voordat er meerdere slachtoffers vallen.                                    |            |                      |                    |                        | |                   |  |
| 133 | 5          | Brother's Keeper     | Vince Misiano      | Joe Halpin             | Yasen Peyankov - Vasil Lukov Phil Tyler - agent Werner Richard David - agent Leavins Bartek Szymanski - Peter Dmitrov                                    | 23 oktober 2019   |  |
| Wanneer een inwoner van Bulgaarse afkomst wordt vermoord, gaat het team op onderzoek uit. Het wordt al snel gecompliceerd als blijkt dat eventuele getuigen niet met de politie wil praten. Ondertussen begint Ruzek te vermoeden dat een politiementor zijn invloed misbruikt op een beginnende politieagent. |            |                      |                    |                        | |                   |  |
| 134 | 6          | False Positive       | David Rodriguez    | Scott Gold             | Kevin Tre'von Patterson - Kareem Ronald L. Conner - profeet James Randle - Reuben Jones                                                                  | 30 oktober 2019   |  |
| Wanneer twee kinderen worden gedood door geweerschoten in een bendeoorlog, gaat het team op onderzoek uit. Het onderzoek leidt echter niet naar een verdachte, en de commissaris eist nu dat het team een nieuwe technologie gebruikt wat nog niet goedgekeurd is. Door deze technologie lukt het team om een verdachte te arresteren, maar deze wordt tijdens zijn gevangenschap vermoord door medegevangene. Halstead ontdekt dan dat de verdachte onschuldig is, en dat de nieuwe technologie moeite heeft met mensen van Afro-Amerikaanse afkomst. Dit zorgt ervoor dat Halstead vermoedt dat een politie collega een racist is. |            |                      |                    |                        | |                   |  |
| 135 | 7          | Informant            | Vince Misiano      | Gwen Sigan             | James Udom - Cam Barlow Donald Paul - Book Barr Patrick Deal - Mackie Carter Elias Rios - AJ Flores                                                      | 6 november 2019   |  |
| Wanneer een jongeman de dood vindt door een fentanyloverdosis, gaat het team op onderzoek uit. Upton schakelt in van haar informanten in om de zaak te versnellen, maar deze wordt dan later vermoord. Het team vermoedt dan dat de verdachte van deze moord een informant is van Voight. |            |                      |                    |                        | |                   |  |
| 136 | 8          | No Regrets           | Mykelti Williamson | Kim Rome               | Adrian Matilla - Ramiro Lopez Joanna Whicker - Claire Meyers Amy Montgomery - Anne Larson Peter Moore - Robert Larson                                    | 13 november 2019  |  |
| Wanneer iemand vermist wordt gaat het team op onderzoek uit. Voight wordt dan gedwongen om een keuze te maken, zal hij volgens de regels werken of op zijn eigen manier. Ondertussen ontdekt Burgess, nadat zij een verwonding opgelopen heeft, dat zij zwanger is. Zij moet nu een keuze maken, zal ze de baby houden of de zwangerschap beëindigen. |            |                      |                    |                        | |                   |  |
| 137 | 9          | Absolution           | Paul McCrane       | Gavin Harris           | Vicky Jeudy - Angela Nelson Kagan Brewer - Bobby Nelson Manuel Uriza - Pedro Silva David Carranza - Hector Silva Sebastian Arboleda - Luis Silva         | 20 november 2019  |  |
| Wanneer Halstead wordt gegijzeld door twee gangsters moet het team een strijd aangaan tegen de klok om hem te vinden. Halstead is samen met een vrouw gegijzeld die hij uit een eerdere zaak kent waarbij haar onschuldige man is vermoord, en zij weet niet dat hij een politieagent is. Ondertussen overweegt Burgess haar opties wat betreft haar zwangerschap. |            |                      |                    |                        | |                   |  |
| 138 | 10         | Mercy                | Olivia Newman      | Timothy J. Sexton      | Vicky Jeudy - Angela Nelson Kylen Davis - Jordan Atwater Ariel Richardson - Kristy Pierce Terayle Hill - Trey Woodson                                    | 8 januari 2020    |  |
| Het team zorgt ervoor dat Halstead met spoed naar het ziekenhuis wordt gebracht, nadat hij is neergeschoten. Upton overdenkt haar gevoelens voor hem terwijl de doctoren voor zijn leven vechten. Ondertussen is het team druk bezig met een zaak naar bendeleden die legerwapens verkopen. Atwater ontdekt dat zijn broer terug in Chicago is, en dat hij misschien een relatie met de zaak heeft. Burgess maakt een beslissing betreffende haar zwangerschap. |            |                      |                    |                        | |                   |  |
| 139 | 11         | 43rd and Normal      | Chad Saxton        | Rick Eid Gwen Sigan    | Dennis Flanagan - Nick Morella Melissa Briskman - Hallie Morella Ryan Kitley - Marty Wilcomb Kylen Davis - Jordan Atwater                                | 15 januari 2020   |  |
| Wanneer vandalisme uitdraait op een dodelijke gebeurtenis gaat het team op onderzoek uit. Ondertussen neemt Ruzek, tot ontsteltenis van Burgess, dramatische stappen in hun relatie tijdens haar zwangerschap. Atwater probeert weer contact te krijgen met zijn vervreemde broer. |            |                      |                    |                        | |                   |  |
| 140 | 12         | The Devil You Know   | Eriq La Salle      | Scott Gold             | Stephen Eugene Walker - inspecteur Mike Packer Elizabeth Laidlaw - Elena Becerra Ron O.J. Parson - brigadier Jake Gibbs Mark D. Hines - Kelly Tyler      | 22 januari 2020   |  |
| Wanneer corrupte politieagenten drugs dealen moet het team afspraken met Walker maken om dit te onderzoeken. Tijdens het onderzoek begint Upton dingen naar haar hand te zetten om het onderzoeken vlot te trekken. Ondertussen wil Burgess nog zoveel mogelijk buitenwerk doen, voordat zij binnen moet gaan blijven in verband met haar zwangerschap. |            |                      |                    |                        | |                   |  |
| 141 | 13         | I Was Here           | Charles S. Carroll | Gwen Sigan             | Brianne Tju - Mira Davis Kerry Cahill - brigadier Marie Stilman Jack Ball - Jimmy Sean Ramey - O'Malley                                                  | 5 februari 2020   |  |
| Wanneer Burgess en Platt samen reageren op een oproep van huiselijk geweld, vinden zij een moordslachtoffer. Later ontdekt het team dat de moordenaar door de FBI in zes staten gezocht wordt voor illegale sekshandel. Burgess probeert het slachtoffer, die de alarmlijn belde, te redden waarbij zij gewond raakt en de baby verliest. |            |                      |                    |                        | |                   |  |
| 142 | 14         | Center Mass          | Lisa Demaine       | Gavin Harris           | Luke Slattery - Sammy Logan Aaron Roman Weiner - Ben Reynolds Adam Soule - Alex Weiss Rashada Dawan - Gail Ridgell                                       | 12 februari 2020  |  |
| De voormalige maatschappelijke werker van Rojas roept de hulp van haar in om een vermiste dakloze man te melden. Wanneer de dakloze man vermoord wordt gevonden gaat het team op onderzoek uit. Het onderzoek leidt hen naar een politiemoordenaar die de dakloze man heeft vermoord om zijn identiteit te kunnen overnemen. Tijdens het onderzoek heeft Rojas diverse interacties met een getuige die lijdt aan schizofrenie, en waar zij toch moeite mee krijgt. |            |                      |                    |                        | |                   |  |
| 143 | 15         | Burden of Truth      | Donald Petrie      | Gwen Sigan             | Brian Geraghty - Sean Roman Phillip Cusic - Travis Butler Kathy Scambiatterra - medisch onderzoeker Sean Ramey - O'Malley                                | 20 februari 2019  |  |
| Deze aflevering is een cross-over met Chicago Fire (seizoen 8, aflevering 15). Het team vervolgt het onderzoek naar een serie fatale drugsoverdosissen onder jonge tieners, waaronder de zus van voormalige politieagent Sean Roman. De zaak wordt dan een moordzaak wanneer de drugsdealer dood wordt gevonden, en Roman wordt dan de hoofdverdachte. Ondertussen probeert Ruzek Burgess bij te staan met het verlies van haar ongeboren baby. |            |                      |                    |                        | |                   |  |
| 44 | 16         | Intimate Violence    | Mykelti Williamson | Timothy J. Sexton      | Haley Webb - Michelle Sullivan Cillian O'Sullivan - Shane Sullivan Jamaal Fields-Green - Jamal Meeky Cheryl Graeff - dr. Gordon                          | 4 maart 2020      |  |
| Wanneer een lokale bank wordt overvallen gaar Upton en Halstead erop af. Deze zaak wordt al snel een moordzaak, wanneer een slachtoffer in het ziekenhuis komt te overlijden. Halstead ontdekt dan dat een getuige meer bij de overval is betrokken dan dat zij eerst aangaf, en dat haar man een van de overvallers was en dat zij samen een verleden in huiselijk geweld hebben. |            |                      |                    |                        | |                   |  |
| 145 | 17         | Before the Fall      | Nicole Rubio       | Scott Gold Jake Tinker | Bryson L Thomas - Lamar Garrison Stephen Louis Grush - Paul Staples Steve Harris - Brian Rochester Dominick Wilkins - JoJo McGinnis                      | 18 maart 2020     |  |
| Voight roept de hulp in van een voormalig bendelid, om zo de getuigenis van de hoofdgetuige in een moordzaak te krijgen. Tijdens het onderzoek komen er steeds meer levens op het spel te staan, wanneer er een bendeoorlog dreigt te ontstaan. |            |                      |                    |                        | |                   |  |
| 146 | 18         | Lines                | Alex Chapple       | Kim Rome Gwen Sigan    | Manny Ureña - Luis Reyes Elizabeth Laidlaw - Elena Becerra Richard Ryker - TJ Trevino Sarab Kamoo - rechercheur Hannah Ray                               | 25 maart 2020     |  |
| Het team zet alles op alles om zo een gewelddadige leider van een drugsbende te kunnen pakken. De zaak wordt dan voor Rojas gecompliceerd wanneer blijkt dat een goede bekende van haar bij de zaak betrokken is. |            |                      |                    |                        | |                   |  |
| 147 | 19         | Buried Secrets       | Paul McCrane       | Timothy J. Sexton      | Spencer Garrett - Wade Henslow Michelle Duffy - mrs. henslow Abby Blankenship - Charlotte Henslow Keith Kupferer - Gary Stevens Halie Robinson - Sheri   | 8 april 2020      |  |
| Wanneer Ruzek een café verlaat is hij getuige van een ontvoering van een vrouw, en probeert een achtervolging in te zetten. Het team zet nu alles op alles om de vrouw terug te vinden. Voight ontdekt dan dat de vader van de vrouw waarschijnlijk een aandeel heeft in de ontvoering. Ondertussen overweegt Burgess terug te keren bij Ruzek. |            |                      |                    |                        | |                   |  |
| 148 | 20         | Silence of the Night | Eriq La Salle      | Rick Eid Gavin Harris  | Brent Sexton - brigadier Kenny Gino Anthony Pesi - Eric McKenzie Mickey O'Sullivan - Tom Doyle Matt Deangelis - Jeffrey Alan Hill                        | 15 april 2020     |  |
| Wanneer het team een undercover operatie uitvoeren om zo drugsdealers te arresteren, komt Atwater de oude bekende politieagent Doyle tegen. Dit is dezelfde politieagent die in het verleden racistisch tegen Atwater was. Atwater ontdekt dan dat Doyle promotie heeft gemaakt naar rechercheur, en dat zij nu verplicht samen moeten werken. Na de arrestatie van de drugsdealers proberen Atwater en Doyle het goed te maken, en gaan samen wat drinken. Tijdens de rit daar naartoe ziet Doyle een verdachte Afro-Amerikaanse man met een plunjezak, en zet de achtervolging in. Dan wordt Doyle ineens vermoord, maar het hoofdkantoor wil deze zaak stilhouden vanwege de pas gegeven promotie. Atwater is het hier echter niet mee eens, en wil naar buiten treden om gehoord te worden. |            |                      |                    |                        | |                   |  |